# Шапочкин, Михаил Фирсович
Михаил Фирсович Шапочкин (08.11.1921 — 20.01.1993) — комсорг стрелкового батальона 120-го стрелкового полка 69-й Краснознамённой Севской стрелковой дивизии 65-й армии Центрального фронта, ефрейтор. Герой Советского Союза.

## Биография
Родился 8 ноября 1921 года в селе Харитоново ныне Завьяловского района Алтайского края в крестьянской семье. Окончил 9 классов. Жил и работал в Узбекистане.
В Красную Армию призван Кировским райвоенкоматом столицы Узбекской ССР города Ташкент в ноябре 1942 года и направлен на фронт.
Комсорг стрелкового батальона 120-го стрелкового полка комсомолец ефрейтор Михаил Шапочкин в составе десантной группы 15 октября 1943 года переправился через реку Днепр в районе посёлка городского типа Радуль Репкинского района Черниговской области Украины и ворвался во вражеские траншеи.
Закрепившись на занятом рубеже, десантная группа отбила три контратаки противника и способствовала захвату плацдарма.
Указом Президиума Верховного Совета СССР от 30 октября 1943 года за образцовое выполнение боевых заданий командования и проявленные при этом мужество и героизм ефрейтору Шапочкину Михаилу Фирсовичу присвоено звание Героя Советского Союза с вручением ордена Ленина и медали «Золотая Звезда».
В 1944—1945 годах М. Ф. Шапочкин учился на военном факультете Института физкультуры. С 1946 года лейтенант М. Ф. Шапочкин — в запасе.
В 1953 году окончил высшие торговые курсы в городе Львов. Работал в военторге. Жил в Киеве. До ухода на заслуженный отдых работал старшим товароведом на заводе. Умер 20 января 1993 года.

## Награды
Награждён орденами Ленина, Отечественной войны 1-й степени, медалями.